# Galina Rymbu
Galina Rymbu (en russe : Галина Георгиевна Рымбу) est née le 20 juillet 1990 dans la cité industrielle d'Omsk, en Sibérie, environnée d'usines de haute toxicité. Elle est une voix majeure de la littérature slave contemporaine. Poète, autrice, traductrice et curatrice russe, ayant fui la Russie en 2017, elle vit à Lviv en Ukraine depuis 2018. Elle est militante politique, féministe, écologiste et anarchiste.

## Formation
Galina Rymbu poursuit ses études aux départements de philologie et de théologie de l'Université pédagogique d'Omsk. Elle est  diplômée de l'Institut de littérature Maxime Gorki. Elle poursuit ses études avec une maîtrise en philosophie socio-politique à l'Université européenne de Saint-Pétersbourg,.

## Carrière
Marqué par la violence du contexte historique et politique, la guerre, les violences contre les femmes, les catastrophes écologiques, l'exploitation, le travail littéraire de Galina Rymbu s'ancre dans une expérience du monde contemporain et une lutte politique intense. Le corps, et notamment le corps féminin, son ressenti, sa symbolique, font partie de son expérience d'écriture et a une portée politique.
Visionnaires, transfigurant et dépassant l'anthropocène, ses écrits évoquent une perméabilité entre différents mondes, entre humain et non humain.
Galina Rymbu est également traductrice de poésie de l'ukrainien vers le russe. Elle s'intéresse principalement à la poésie en tant que forme de discours et de pensée publique.
Galina Rymbu a édité et contribué à F Letter: New Russian Feminist Poetry (en), la première anthologie de poésie féministe de Russie publiée en 2020 aux éditions isolarii (en).

## Publications
Les premiers travaux de Galina Rymbu sont parus dans les publications régionales d'Omsk et dans des publications en ligne . Par la suite, son travail est publié  dans Vozdukh, ShO, Volga, Novoe literaturnoe obozrenie, Gvideon, Translit, Snob,, et sur les sites Web Colta.ru,, Polutona. Megalit, Setevaia slovesnost', et Na seredine mira.
Les recueils de poésie de Galina Rymbu sont publiés dans des traductions lettones et néerlandaises et également en allemand, espagnol, suédois, italien, polonais et ukrainien. Elle a été publiée en traduction anglaise dans de nombreuses revues internationales, notamment n+1, Arc Poetry, The White Review, Berlin Quarterly, Music & Literature, Asymptote, Powder Keg et d'autres,.
- Life in Space - Zhizn’ v prostranstve, 2018 [25]
- Moving Space of the Revolution - Передвижное пространство переворота, Moscow, 2014
- Time of the Earth  - Vremia zemli, 2018
- White Bread - transl. J. B. Platt, New York 2016[26]

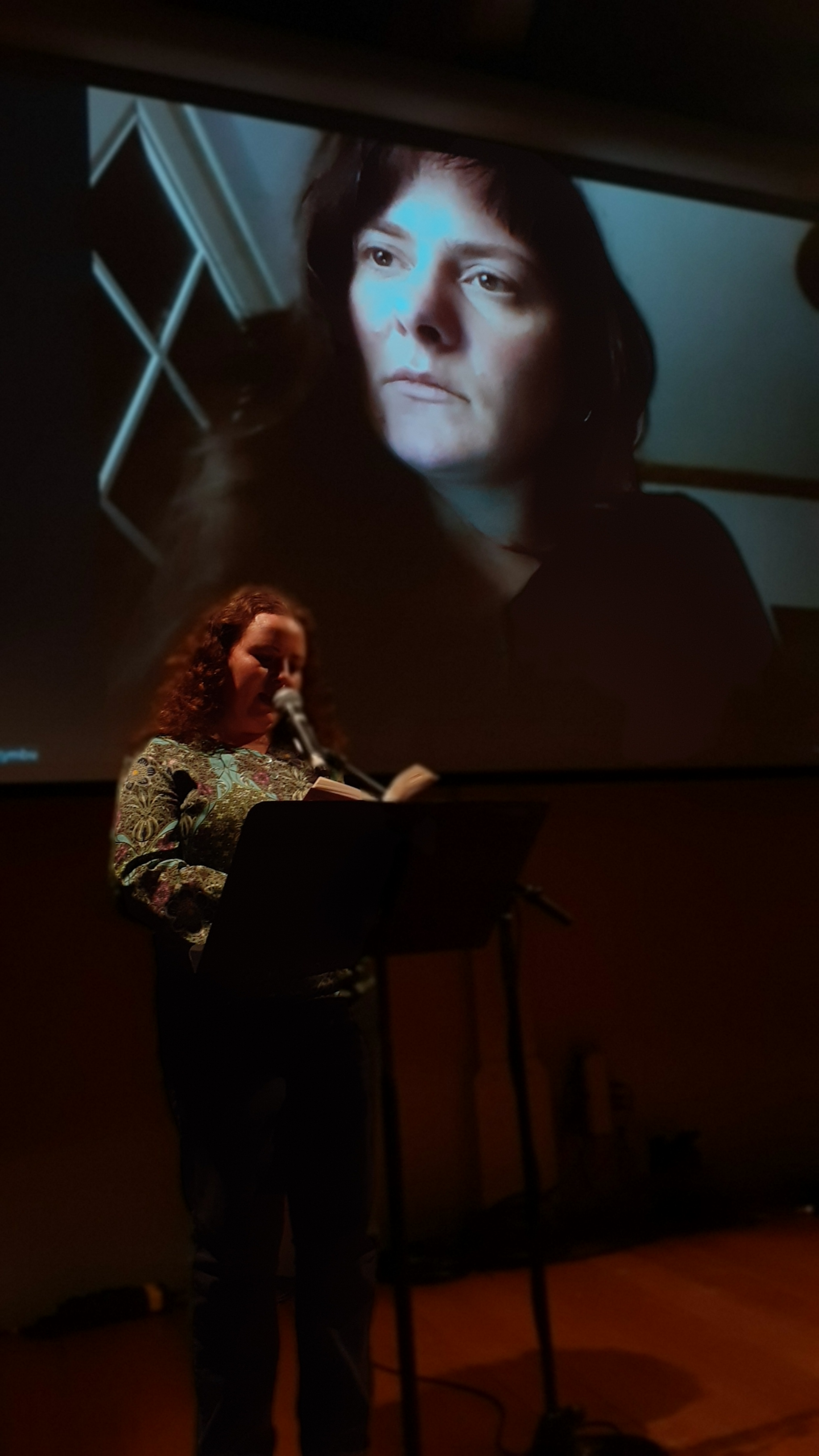
par Marina Skalova, lecture bilingue de "tu es l'avenir" de Galina Rymbu (présente par visio) au Festival MidiMinuitPoésie#23 de Nantes

Tu es l'avenir est son premier livre traduit en français, traduit par Marina Skalova. Il est publié en 2023 aux éditions Vanloo, dans la collection V20.

## Distinctions
2010 : Grand prix du festival littéraire Molodoi à Nijni Novgorod .
2014 : Prix Moskovskii schet 
2017 : Prix de poésie du Festival international Poésie sans frontières (Riga).